# Club Deportivo Tabacal
El Club Deportivo Tabacal  es una entidad social que promueve distintas disciplinas deportivas en la localidad de Ingenio San Martín del Tabacal, Departamento de Orán, Salta, Argentina. Fue fundado el 29 de junio de 1970, y su disciplina mas destacada es el Fútbol masculino profesional, en donde llego a participar en la Cuarta División de fútbol argentino. Regionalmente, se encuentra afiliado a la Liga Liga Del Fútbol Del Bermejo, en donde logro 12 campeonatos.
Su clásico rival es el Club Atlético Independiente de Hipólito Irigoyen, siendo los dos equipos más grandes de la ciudad. Sus hinchadas tuvieron grandes enfrentamientos desde que se fundaron hasta la actualidad.

## Historia
El Club Deportivo Tabacal nació el 29 de junio de 1970, con la unión de varios equipos amateurs de las colonias del Ingenio Tabacal. Con la intención de crear un equipo "poderoso", conto con fuerte apoyo financiero e infraestructura, por lo que rápidamente fue considerado como uno de los equipos de fútbol más importantes de la Provincia de Salta (solo por detrás de Central Norte, Juventud Antoniana  y Gimnasia y Tiro).
Estableció como colores oficiales de la Institución el rojo y el blanco, afiliándose a la Liga del Bermejo, y logrando ser sido campeón por 10 años consecutivos. Ha jugado amistosos con Rosario Central, Racing, Boca y River, y disputó en varias ocasiones, el llamado Torneo del Interior de AFA.
El 11 de enero de 1987, por la primer fecha de la segunda rueda del Torneo de Interior 1986-87, vence a Juventud Antoniana por 1 a 0, de visitante. En la fecha 10, por la segunda vuelta, logra golearlo por 4 a 1 de local. En un torneo que tuvo como protagonistas a San Martín y Atlético Tucumán, finaliza en la 6° posición, de 10 equipos, siendo el mejor club salteño. Vuelve a disputar el certamen, en su edición de 1989-90, en donde luego de superar la primer fase, vuelve a quedar eliminado en segunda ronda, esta vez quedando cuarto de cuatro equipos, por detras de Gimnasia de Jujuy, Atlético San Juan de Tucumán, y Deportivo Vespucio. En 1991-92, no logra superar la primer fase.
Debido a una crisis institucional, que lo dejó sin recursos financieros, permaneció un tiempo cerrado, hasta que la empresa Tabacal Agroindustria le prestó ayuda económica para volver al fútbol profesional.
En el año 2012, el Club volvió a consagrarse Campeón del Torneo Anual de la Liga Regional de Fútbol del Bermejo, tras derrotar en la final a Club Unión Ferroviarios. Ganó así la plaza para el Torneo del Interior 2013, certamen para el cual se preparó y trabajó en el armado de un equipo competitivo, con la participación de varios jugadores profesionales.
Tras quedar primero en su zona, y derrotar a Unión Ferroviarios, e Independiente de Tartagal,  ganó el Torneo frente a Club Sociedad Tiro y Gimnasia de San Pedro de Jujuy convirtiéndose en el primer equipo en la historia del Fútbol Salteño en ascender en forma directa al Federal B.
En la Torneo Argentino B 2013-14 lograron clasificar a la segunda fase, pero quedaron últimos en dicha fase. En el Torneo Federal B 2014, tras quedar cuarto en su zona, se clasificó a la primera ronda de la etapa final; pero quedó eliminado por 2-0 contra Concepción FC. Se constituyo un equipo, que logro asentarse en la categoría. 
En el Torneo Federal B 2015 terminó primero en su zona con 48 puntos, y clasificó a la segunda fase, donde por diferencia de gol con Central Norte no logró clasificar a la tercera fase. En el Torneo Federal B 2016, finalizó ante último en su zona, y no clasificó a la segunda fase.
En el Torneo Complementario 2016 finalizó su zona en la misma posición. En el Torneo Federal B 2017 finalizó en octava posición (sobre 10 equipos), y alargaba la racha de eliminaciones en primera fase.
Pero en el Torneo Regional Federal Amateur 2019 rompería esa racha de 3 torneos sin clasificar. Finalizando primero en su zona, perdería en la primera fase de la Etapa eliminatoria con La Viña por penales.
En el Torneo Regional Federal Amateur 2020 clasificaría a la segunda ronda, como mejor tercero con 8 puntos. El único partido que pudo jugar en dicha ronda fue un empate 1-1 de local frente al Sportivo Alberdi.
El torneo fue suspendido por la pandemia de covid-19, lo que hizo que el club se clasifique al Torneo Transición Regional Federal Amateur 2020-21, sin embargo, desistió de participar por las condiciones económicas y sanitarias.

## Títulos
| Torneos Locales                | Torneos Locales                                                                | Torneos Locales |
| Competición                    | Títulos                                                                        | Subcampeonatos  |
| ------------------------------ | ------------------------------------------------------------------------------ | --------------- |
| Liga Regional del Bermejo (12) | 1971,1972,1973,1974,1975, 1976,1977,1978,1979,1980, Clausura 2012, Anual 2020. | Se desconoce    |
| Torneos Nacionales             |                                                                                |                 |
| Competición                    | Títulos                                                                        | Subcampeonatos  |
| Torneo del Interior (1/3)      | 2013                                                                           | -               |

## Participaciones en laCopa Argentina

### Copa Argentina 2013/14
Primera fase pre-eliminatoria Regional
30 de octubre Complejo Deportivo Municipal
Deportivo Río Dorado  (3) 1 - 1 (4)  Deportivo Tabacal

#### Fase  Regional II
Segunda Fase Preliminar Regional
3 de noviembre de 2010 Estadio de Deportivo Tabacal
Deportivo Tabacal   3 - 0   Club Atlético Progreso (RdF)

#### Fase Preliminar Regional III
27 de noviembre  Estadio de Deportivo Tabacal
Deportivo Tabacal  (2) 0 - 0 (4)  Unión Aconquija

### Copa Argentina 2014/15

##### Primera etapa
15 de octubre Estadio de Deportivo Tabacal
Deportivo Tabacal  (6) 0 - 0 (7)  Independiente (HY)

## Estadio
Su estadio se llama Cemento Azucarero. Está ubicado en la ruta nacional 50 en el kilómetro 6, en Ingenio San Martín del Tabacal, tiene capacidad para 5.000 personas.
<https://www.estadiosdeargentina.com.ar/cancha-de-deportivo-tabacal-de-salta/><Estadio >

## Jugadores

### Plantel 2022
- Liga Regional de Fútbol de Bermejo

## Indumentaria y patrocinador
| Período       | Patrocinador     |
| ------------- | ---------------- |
| 1980-1987     | Lotería de Salta |
| 1987-1994     | Cerveza Salta    |
| 1994-1996     | Refinor          |
| 1996-2005     | OTC Cable Color  |
| 2007-Presente | Azúcar Chango    |

| Período       | Proveedor     |
| ------------- | ------------- |
| 1980-2012     | Azúcar Chango |
| 2012-2016     | Adhoc         |
| 2016-2018     | Reusch        |
| 2018-presente | Canano Sport  |